# NGC 2146A
NGC 2146A (другие обозначения — UGC 3439, IRAS06155+7833, MCG 13-5-25, KUG 0615+785, ZWG 348.19, KCPG 110B, PGC 18960) — спиральная галактика с перемычкой (SBc) в созвездии Жираф.
Этот объект не входит в число перечисленных в оригинальной редакции «Нового общего каталога» и был добавлен позднее.